# Aleksandr Samonov
Aleksandr Aleksandrovitch Samonov (en russe : Александр Александрович Самонов), né le 23 août 1995 à Moscou en Russie, est un joueur professionnel russe de hockey sur glace. Il évolue au poste de gardien de but.

## Biographie

### Carrière en club
Formé aux Krylia Sovetov, il débute en junior dans la MHL avec les Rousskie Vitiazi, l'équipe junior du HK Vitiaz en 2012-2013. Il s'aguérit dans la VHL avec le THK Tver en 2016-2017. Le 11 janvier 2018, il joue ses premiers minutes dans la KHL avec le HK Vitiaz. Il a évolué dans la VHL avec le HK Dinamo Saint-Pétersbourg avec qui il remporte la Coupe Petrov 2019. En octobre 2019, il est transféré au SKA Saint-Pétersbourg. Le 14 novembre 2022, il est échangé avec Daniil Pylenkov au Severstal Tcherepovets en retour de Vladislav Podiapolski. Le 18 mai 2023, il est échangé au Salavat Ioulaïev Oufa en retour de Danil Aïmourzine.

### Carrière internationale
Il représente la Russie au niveau international. Il participe à son premier championnat du monde en 2021. 
Il est sélectionné pour les Jeux olympiques 2022 durant lesquels la Russie décroche la médaille d'argent. Il est alors avec Timour Bilialov, l'un des gardiens remplaçants d'Ivan Fedotov.
Il remporte l'Universiade d'hiver de 2017 avec la Russie.

### VHL
- 2017-2018 : nommé meilleur gardien.
- 2017-2018 : meilleure moyenne de buts alloués.
- 2017-2018 : nommé meilleur joueur des séries éliminatoires.

### KHL
- 2019-2020 : sélectionné pour le match des étoiles (ne participe pas).
- 2019-2020 : meilleur pourcentage d'arrêts.